# Monteu da Po
Monteu da Po is een gemeente in de Italiaanse provincie Turijn (regio Piëmont) en telt 900 inwoners (31-12-2004). De oppervlakte bedraagt 7,5 km², de bevolkingsdichtheid is 120 inwoners per km².

## Demografie
Monteu da Po telt ongeveer 382 huishoudens. Het aantal inwoners steeg in de periode 1991-2001 met 8,4% volgens cijfers uit de tienjaarlijkse volkstellingen van ISTAT.
| Jaar | Inwoneraantal |
| ---- | ------------- |
| 1991 | 764           |
| 2001 | 828           |

## Geografie
Monteu da Po grenst aan de volgende gemeenten: Verolengo, Brusasco, Lauriano, Cavagnolo.
1. ↑  https://demo.istat.it/?l=it.